# بجگان
بجگان، کشوری پهناور در دهستان بجگان بخش آسمینون شهرستان منوجان در استان کرمان ایران است. این روستا، مرکز دهستان بجگان است.

## جمعیت
بر پایه سرشماری عمومی نفوس و مسکن در سال ۱۳۹۵، جمعیت این روستا برابر با ۱٬۸۹۷ نفر (۵۷۴ خانوار) بوده‌است.